# Hieronymus van Kessel
Hieronymus van Kessel, född 1578, död 1636, var en flamländsk konstnär. Han var far till Jan van Kessel d.ä..
Hieronymus van Kessel var elev till Cornelis Floris, verkade som porträttmålare i Augsburg, vistades därefter i Italien och senare i Köln. Flera porträtt av honom finns på Wallraf-Richartzmuseet i Köln.